# Otto Theodore Gustav Lingner
 (août 2018).
Si vous disposez d'ouvrages ou d'articles de référence ou si vous connaissez des sites web de qualité traitant du thème abordé ici, merci de compléter l'article en donnant les références utiles à sa vérifiabilité et en les liant à la section « Notes et références ».

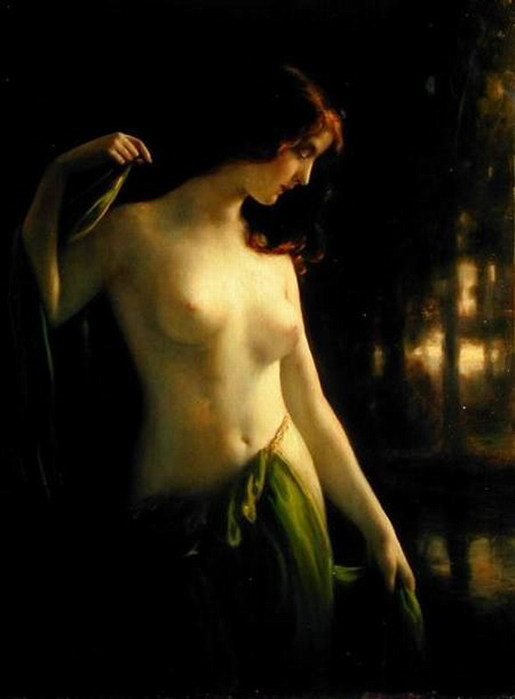
Nymphe des eaux

Otto Theodore Gustav Lingner (né à Kolberg en 1856 et mort après 1930) est un peintre académique allemand. Il étudie à l'académie de Berlin et a pour professeurs Thumann et Otto Knille puis il devient l'élève de A. Fitgers à Brême. D'abord portraitiste, il passe ensuite aux scènes de genre et à la peinture allégorique.